# Dodge Custom Royal
Der Dodge Custom Royal war ein großer PKW, den Dodge in den Modelljahren 1955 bis 1959 herstellte. In jener Zeit war er das Spitzenmodell von Dodge.

## Modelle Jahr für Jahr

### 1955–1957
1955 fiel der Meadowbrook weg, sodass der Coronet das preisgünstigste Dodge-Angebot darstellte. Der Royal war die mittlere Modellreihe und als Spitzenmodell wurde der Custom Royal eingeführt. Angetrieben wurden die Wagen von einem V8-Chrysler-Hemi-Motor mit 5211 cm³ Hubraum, der – je nach Vergaserbestückung – 218 bis 260 bhp leistete.
Es gab eine Reihe von Aufbauvarianten:
- 4-türige Limousine
- 4-türige Hardtop-Limousine – der Lancer
- 2-türiges Hardtop-Coupé – ebenfalls Lancer genannt.
- 2-türiges Hardtop-Sondermodell 1955/56 – der La Femme
- 2-türiges Cabriolet

### 1958–1959
Die 1958er- und 1959er-Modelle des Custom Royal, des Coronet und des Royal hatten  DeSoto-Fahrgestelle, waren aber mit weniger Chromschmuck ausgestattet. Als Motoren waren der 4,4-Liter-V8 „Red Ram“ oder der „Super-Red-Ram“ mit 5,3 bis 5,9 Liter und ab 1959 auch der 6,3 Liter "D-500" und "Super D-500" mit 2 4-fach Vergasern  verfügbar.
Im Modelljahr 1960 wurde der Custom Royal durch das Modell Polara ersetzt.

## Quelle
- John Gunnell (Hrsg.): Standard Catalog of American Cars 1946–1975. Krause Publications, Iola 2002, ISBN 0-87349-461-X (englisch).